# Papa Datte, Shitai
Papa Datte, Shitai (パパだって, したい?, Papa Datte, Shitai, lett. "Anche papà lo vuole") è un manga yaoi scritto e disegnato da Serina Seo, pubblicato su ComicFesta. Un adattamento anime è stato prodotto dallo studio Magic Bus e distribuito, per la prima volta, su diverse piattaforme online dal 6 gennaio al 24 febbraio 2019.

## Trama

Un disegno con Keiichi, Kōya e Ichik.

Kōya Asumi è uno studente universitario che per guadagnare qualche soldo intraprende lavori part-time come collaboratore domestico. Un giorno viene chiamato da un padre single, Keiichi Naruse, per badare al figlio di pochi anni, Ichika. Sebbene, inizialmente, tra loro c'è solo un normale rapporto di lavoro Kōya incomincia a provare un'attrazione molto forte nei confronti di Keiichi e tra i due incomincia una relazione romantica malgrado le resistenze di quest'ultimo (con dei forti risvolti erotici nella versione non censurata). Benché Kōya sia fortemente sicuro dei suoi sentimenti e incurante delle malelingue Keiichi, invece, teme i giudizi altrui e si pone molti dubbi se sia giusto continuare il loro rapporto o se sarebbe meglio cessarlo per dare la possibilità a entrambi di ripiegare su una moglie.

## Personaggi
Keiichi Naruse
Doppiato da: Junta Terashima
È il padre (single) di Ichika. A causa del molto tempo impiegato al lavoro deve avvalersi di un collaboratore domestico per fare da babysitter al figlio ma si trova sempre a doverlo cambiare a causa del rapporto che viene a generarsi con lui. Durante la storia viene spiegato che sua moglie lo ha lasciato perché stanca di sobbarcarsi tutte le responsabilità nei confronti suoi e di Ichika.
Ha una corporatura snella e dei capelli di un castano talmente chiaro che con una luce molto forte rasentano il rosa. È bisessuale.
Kōya Asumi
Doppiato da: Masahiro Yamanaka
È uno studente universitario al quarto anno che viene assunto da Keiichi per badare a Ichika, suo figlio.
È abbastanza alto con un fisico atletico ed è omosessuale.
Ichika Naruse
Doppiato da: Nozomi Furuki
È un bambino molto piccolo che vive con suo padre, Keiichi. Sebbene non dimostra mai un attaccamento per i suoi governanti per Kōya prova molto affetto.
Ryōhei Yui
Doppiato da: Yusuke Shirai
È un collega di Keiichi che gli dà spesso consigli e supporto in ambito sentimentale.
Mana Shirai
È la figlia di Ryōhei ed è molto amica di Ichika.

## Media

### Anime
Della serie animata sono disponibili 2 versioni una delle quali censurata e senza limiti d'età mentre l'altra non censurata e consigliata al solo pubblico adulto.
Tokyo Metropolitan Television ha mandato in onda la serie, all'1:00 di notte, dal 7 gennaio al 25 febbraio 2019.
| Nº | (traduzione letterale) Giapponese 「Kanji」 - Rōmaji | In onda          | In onda |
| Nº | (traduzione letterale) Giapponese 「Kanji」 - Rōmaji | Giapponese       |         |
| 1  | Anche se sono un padre... anch'io ho dei momenti in cui non riesco a trattenermi 「父親だって･･･我慢できないときがあるんです」 - Chichioya datte... gaman dekinai toki ga arun desu | 6 gennaio 2019   |         |
| 2  | Se siamo solo noi due, posso toccarti? 「二人きりなら、触っていいの？」 - Futarikiri nara, sawatte ii no?                                                                           | 13 gennaio 2019  |         |
| 3  | Ogni tanto anche il papà ha il diritto di essere coccolato 「パパもたまには甘えたらいいんです」 - Papa mo tama ni wa amaetara iin desu                                              | 20 gennaio 2019  |         |
| 4  | D'ora in avanti... voglio aiutarvi il più possibile 「俺ができることを手伝いたい･･･これからも」 - Ore ga dekiru koto wo tetsudaitai... korekara mo                                  | 27 gennaio 2019  |         |
| 5  | In realtà non come lavoro, più come... 「In realtà non come lavoro, più come...」 - Hontō wa shigoto to shite janakute, motto...                                                    | 3 febbraio 2019  |         |
| 6  | Perché ... non riesci a capire nonostante io sia serio? 「なんで･･･本気だってわかってくれないんだ」 - Nande... honki datte wakatte kurenainda                                       | 10 febbraio 2019 |         |
| 7  | Ti amo... Non posso farci nulla 「好きなんだ･･･どうしようもないくらい」 - Suki nanda... Dō shiyō mo nai kurai                                                                       | 17 febbraio 2019 |         |
| 8  | Sono pronto, ho deciso 「覚悟、決まった」 - Kakugo, kimatta | 24 febbraio 2019 |         |

### Manga
| Nº | Data di prima pubblicazione | Data di prima pubblicazione | Data di prima pubblicazione |
| Nº | Giapponese                  | Giapponese                  |                             |
| -- | --------------------------- | --------------------------- | --------------------------- |
| 1  | 18 maggio 2018              | ISBN 978-4434245084         |                             |
| 2  | 18 dicembre 2018            | ISBN 978-4434253072         |                             |